# Margherita Muzi
Margherita Muzi (Roma, 25 maggio 1994) è una pallavolista italiana, palleggiatrice della Roma Club.

## Caratteristiche tecniche
Inizialmente impegnata nel ruolo di opposto, successivamente assume quello di palleggiatrice.

## Carriera

### Club
La carriera di Margherita Muzi inizia nelle giovanili del Volleyrò; successivamente approda al Divino Amore e poi alla Roma Centro, entrambe in Serie B2. Nella stagione 2013-14 è al Friends Roma, in Serie B1: è nella stessa divisione anche per l'annata 2016-17 giocando però per l'Aprilia.
Nella stagione 2017-18 si accasa alla Zambelli Orvieto, in Serie A2, per poi ritornare per il campionato successivo all'Aprilia, nuovamente in Serie B1; nella stagione 2019-20 viene ingaggiata dalla FLV Cerignola, a cui resta legata per tre annate. Per il campionato 2021-22 veste la maglia del Sant'Anna, sempre in Serie B1, con cui ottiene la promozione in Serie A2, categoria che disputa con lo stesso club a partire dall'annata successiva.
Nella stagione 2023-24 firma per la Roma Club, neopromossa in Serie A1, vincendo la WEVZA Cup 2024 e la Challenge Cup 2024-25.

## Palmarès

### Club
- Challenge Cup: 1

2024-25
- WEVZA Cup: 1

2024